# Schwedisches Nationalmuseum

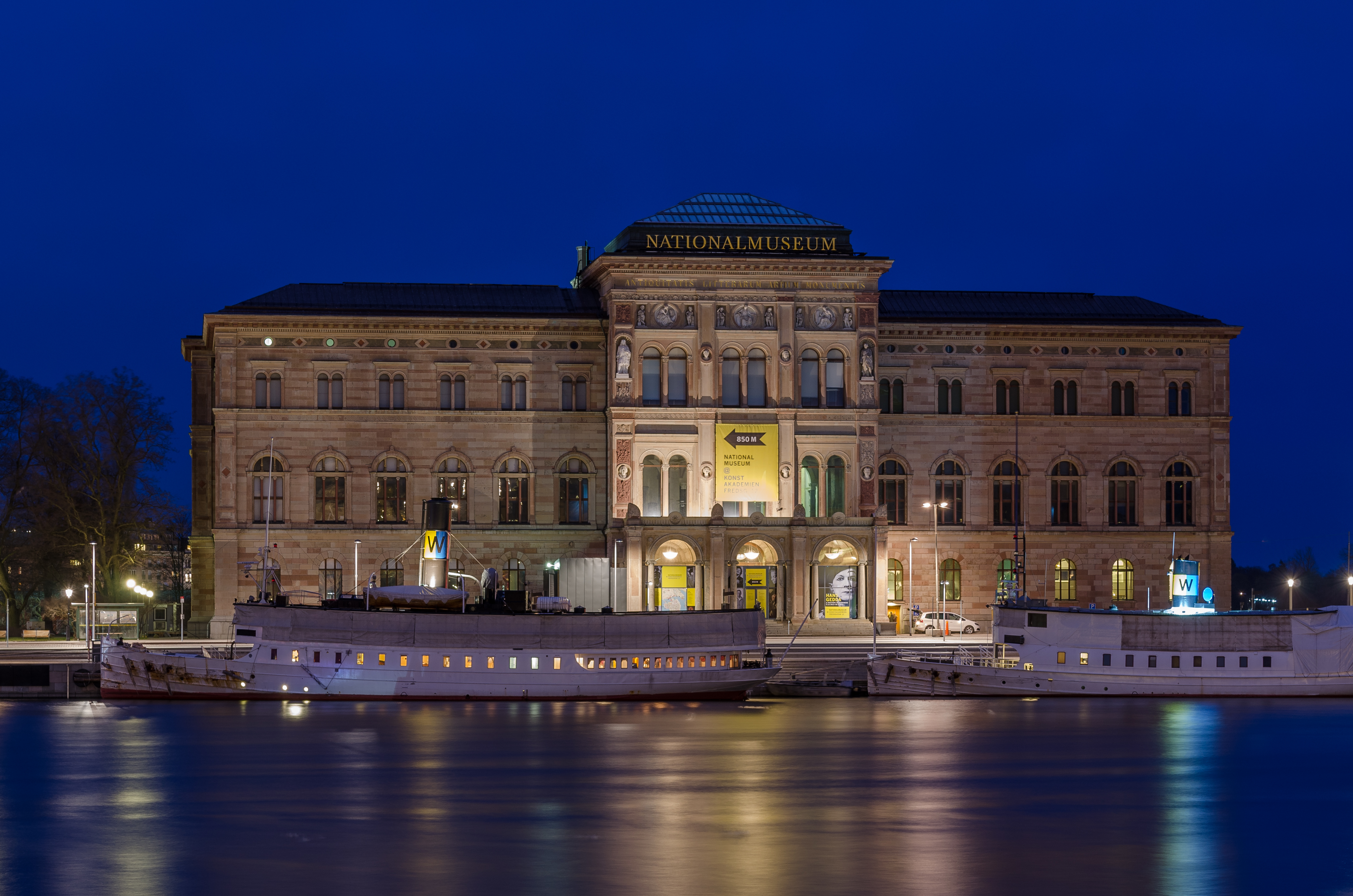
Das Gebäude am Norrström

Das Schwedische Nationalmuseum ist Schwedens größtes Kunstmuseum. Das Gebäude in Stockholm beherbergt rund 16.000 Gemälde und Skulpturen, dazu rund 30.000 Objekte des Kunsthandwerks und eine Grafiksammlung von Weltrang.
Das Nationalmuseum verwaltet auch die Kunstwerke auf vielen Schlössern, zum Beispiel Gripsholm, Drottningholm, Strömsholm, Rosersberg und Ulriksdal, zudem das Porzellanmuseum in Gustavsberg.

## Allgemein

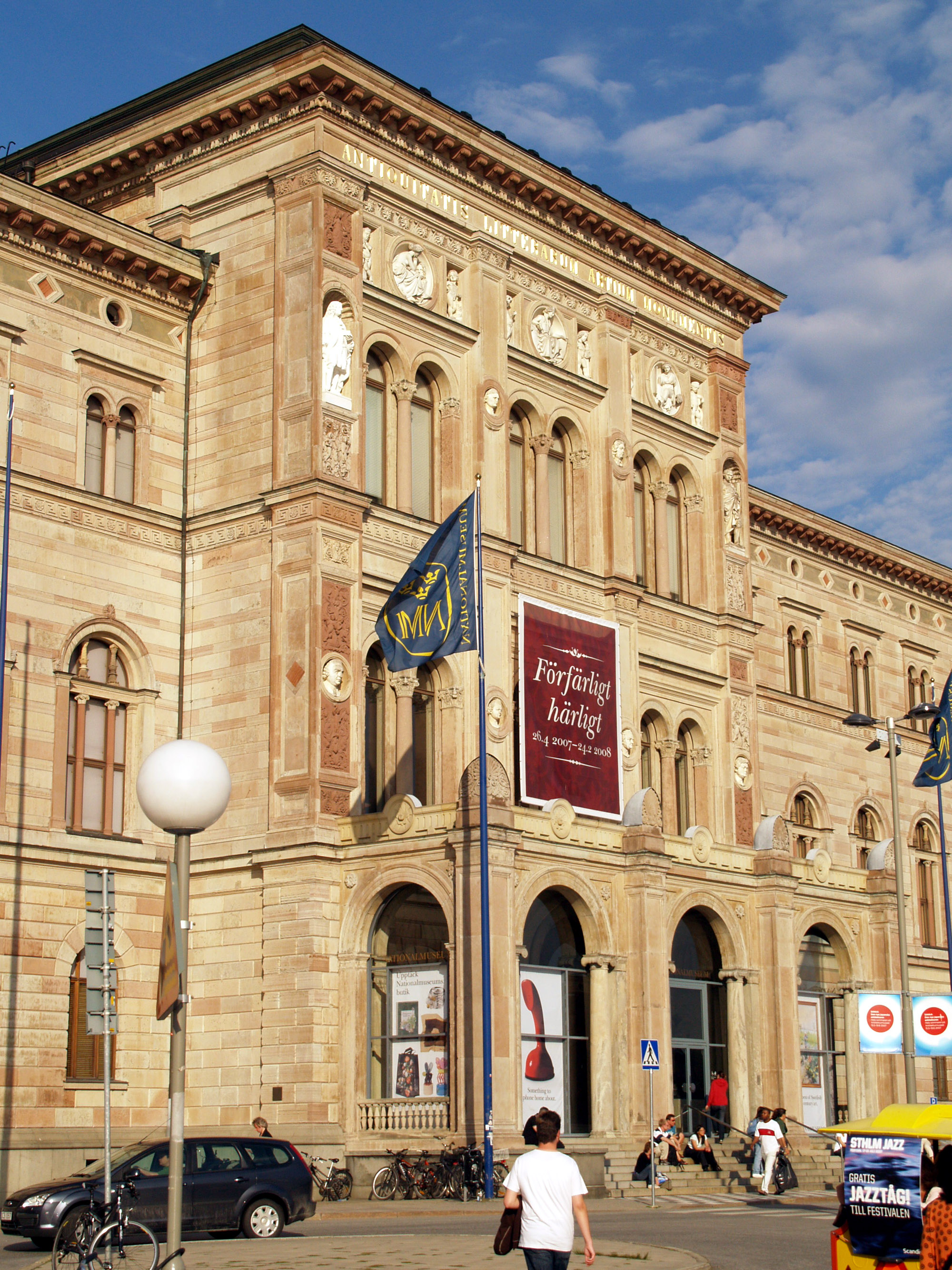
Eingang

Die Geschichte der Sammlungen reicht ins 16. Jahrhundert zurück. Gustav Wasa legte auf Schloss Gripsholm den Grundstock zu einer königlichen Kunstsammlung, die durch Ankäufe, Schenkungen und Kriegsbeute rasch anwuchs. Viele der italienischen Kunstwerke nahm die abgedankte Königin Kristina jedoch 1654 mit nach Rom. Ein Schlossbrand auf Tre Kronor 1697 zerstörte weitere Teile der Sammlung. In den 1740er Jahren kaufte der schwedische Botschafter in Paris, Carl Gustaf Tessin, viele hochrangige französische Werke dieser Epoche für die königliche Sammlung. Nach dem Tod von Gustav III. 1792 wurde zu seinem Gedenken das Nationalmuseum gestiftet, wodurch die Sammlungen in den Besitz der Allgemeinheit übergingen. Das heutige Gebäude entwarf der deutsche Architekt August Stüler. Die Eröffnung fand 1866 statt.
Zur Sammlung gehören Meisterwerke der holländischen Kunst des 17. Jahrhunderts, etwa Rembrandts „Küchenmädchen“, und der französischen Kunst des 18. Jahrhunderts, etwa Antoine Watteaus „Liebeslektion“. Die schwedische Kunst ist vom 16. bis zum frühen 20. Jahrhundert vertreten, mit Werken wie „Dame mit Schleier“ von Alexander Roslin und dem „Mittsommertanz“ von Anders Zorn. Ferner beherbergt das Nationalmuseum eine Sammlung vorwiegend altrussischer Ikonen vom 14./15. bis zum späten 19. Jahrhundert.
Die Sammlung von Grafik- und Handzeichnungen umfasst rund 500 000 Blätter vom Spätmittelalter bis ins 20. Jahrhundert. Ihr Kern besteht aus über 2000 Meisterzeichnungen, erworben von Carl Gustaf Tessin in seiner Zeit als Botschafter. Besonders bedeutsam ist der Bestand von Rembrandt, Watteau, Édouard Manet, Johan Tobias Sergel, Carl Larsson, Carl Fredrik Hill und Ernst Josephson.
Die Kunsthandwerk-Sammlung spannt einen Bogen vom 14. Jahrhundert bis in die Gegenwart. Der Schwerpunkt liegt auf Objekten aus Schweden und den skandinavischen Ländern, doch sind auch viele andere Länder vertreten. Ein Drittel der Sammlung macht die Keramik aus.
Auf der Website des Museums sind rund 15 Prozent des Sammlungsbestands in einer Recherche-Datenbank erfasst.
Der Eintritt in die ständige Ausstellung ist, wie in 15 anderen staatlichen Museen, seit 2016 frei.

## Die Treppenhalle
1883 entstand ein Gremium, das bestimmen sollte, wie die Wände der Treppenhalle des Nationalmuseums dekoriert werden sollten. Für diese Entscheidung gab es einen Wettbewerb mehrerer Vorschläge und 1886 einigte sich der Rat darauf, die Halle mit Motiven aus der schwedischen Geschichte zu gestalten. Der untere Bereich sollte Ereignisse aus dem 16. bis 18. Jahrhundert zeigen und der obere Teil war für Motive aus dem Mittelalter und der vorhistorischen Zeit reserviert. Die schwedische Regierung stimmte diesem Vorschlag zu und erweiterte das Gremium auf zwölf Mitglieder. Zum Ausschuss gehörten nun Fritz von Dardel, Johan Nordenfalk, Nils Fredrik Sander, Gustaf Upmark, Per Daniel Holm, Georg von Rosen, Carl David af Wirsén, Helgo Zettervall, John Börjesson, August Malmström, Viktor Rydberg und Carl Curman.

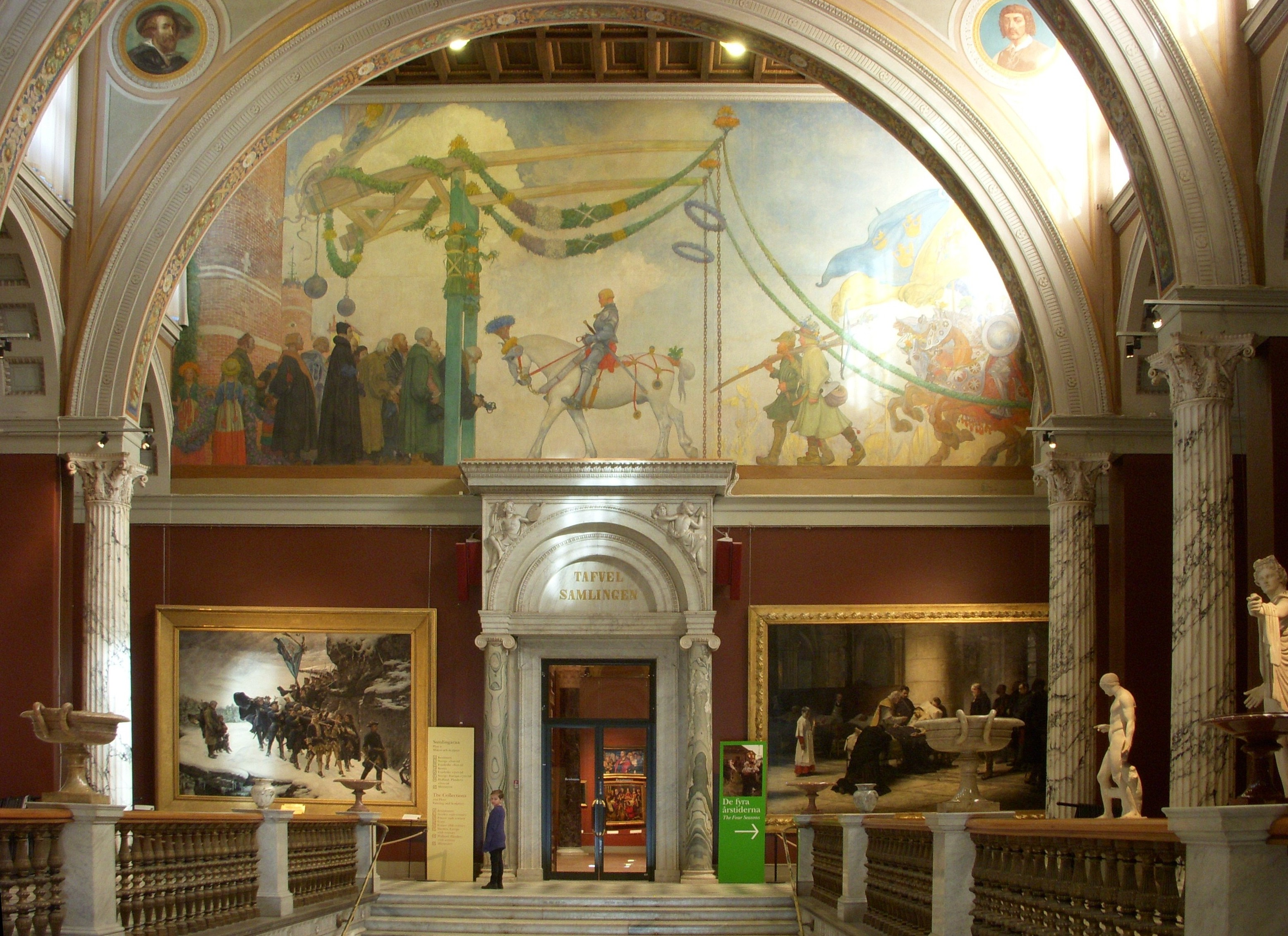
Gustav Wasas Einzug in Stockholm 1523 von Carl Larsson

Ende 1888 wurden im Rahmen eines Wettbewerbs Skizzen mit Vorschlägen für die Gestaltung der Wände eingereicht. Für die obere Treppenhalle gewann Gustaf Cederströms Vorschlag „Ansgarius predigt das Christentum“ und für die untere Halle gewannen Carl Larssons Vorschläge „Karl XII. betrachtet in Bender Tessins Pläne für das Stockholmer Schloss“, „Linné bei Königin Ulrika im Park von Drottningholm“ und „Sergel in seinem Atelier, eine Statue von Gustav III. modellierend“. Das Gremium war jedoch nicht vollauf zufrieden und startete im Juni 1890 einen weiteren Wettbewerb. Hierfür schickte Larsson Vorschläge für alle Wandflächen. Seine Empfehlungen für die obere Halle, „Gustav Wasas Einzug in Stockholm am Mittsommertag 1523“ und „Gustav II. Adolfs Landgang in Pommern 1630“, gewannen den ersten Preis. Den zweiten Preis erhielten Georg Paulis Version von „Gustav Wasas Einzug in Stockholm“ und dessen „Olof Skötkonungs Taufe“.
Im Herbst 1891 beschloss das Gremium, Cederström den Auftrag zu geben, eine Wand in der oberen Halle mit seinem Werk über Ansgar zu dekorieren. Der Ausschuss fällte kein einstimmiges Urteil, doch die Mehrheit der Mitglieder war dafür, die obere Halle mit Ansgar und einem anderen Motiv aus der Frühgeschichte zu gestalten und schickte diesen Vorschlag an die Regierung. Noch bevor die Regierung reagieren konnte, reichten mehrere schwedische Künstler im Sommer 1892 eine Protestnote ein. In diesem Schreiben wurde der Vorschlag des Gremiums als unbefriedigend erklärt und Carl Larssons Vorschläge im Großen und Ganzen als die bessere Alternative präsentiert. Unter den 35 Unterzeichnern fanden sich die Künstler Prinz Eugen, Geskel Salomon, Richard Bergh, Georg Pauli und Anders Zorn.
Nach weiteren Verhandlungen zwischen dem Gremium, der Regierung und der schwedischen Kunstakademie ordnete letztere an, Werke zu Gustav Wasa und Gustav II. Adolf in der oberen Halle zu zeigen. Dieser Beschluss wurde am 2. Februar 1894 von der Regierung ratifiziert. Der Auftrag für das Gustav-Wasa-Motiv ging jedoch an Cederström, der dieses Ansinnen ablehnte, da er nicht wollte, dass Carl Larssons Werk „Gustav Wasas Einzug“ geopfert wird.
Carl Larsson erhielt den offiziellen Auftrag, drei Kartons für Wände in der unteren Halle zu erstellen. Anfang 1896 bestellte das Gremium Kartons für die verbleibenden drei Wände in der unteren Halle. Für diese Arbeiten erhielt Larsson 25.000 Kronen pro Gemälde. Die sechs Wandflächen wurden im Sommer 1896 mit Larssons Werken „Ehrenstrahl malt ein Porträt von Karl XI.“, „Schlossbau mit Nicodemus Tessin d. J. und Carl Hårleman“, „Königin Lovisa Ulrika und Carl Gustav Tessin“ (die Begründer des schwedischen Kunstsammlerwesens), „Gustav III., der Beschützer der Kunst und Museumsgründer, nimmt antike Kunstwerke entgegen“, „Bellman in Sergels Atelier“ und „Taravals Zeichenschule“ (Die Gründung der Kunstakademie) dekoriert. Das Gremium war mit der Ausführung der Arbeiten nicht voll zufrieden und wollte einige Details ändern. Abschließend wurden die Gemälde „angenommen“, jedoch nicht vollständig „befürwortet“.

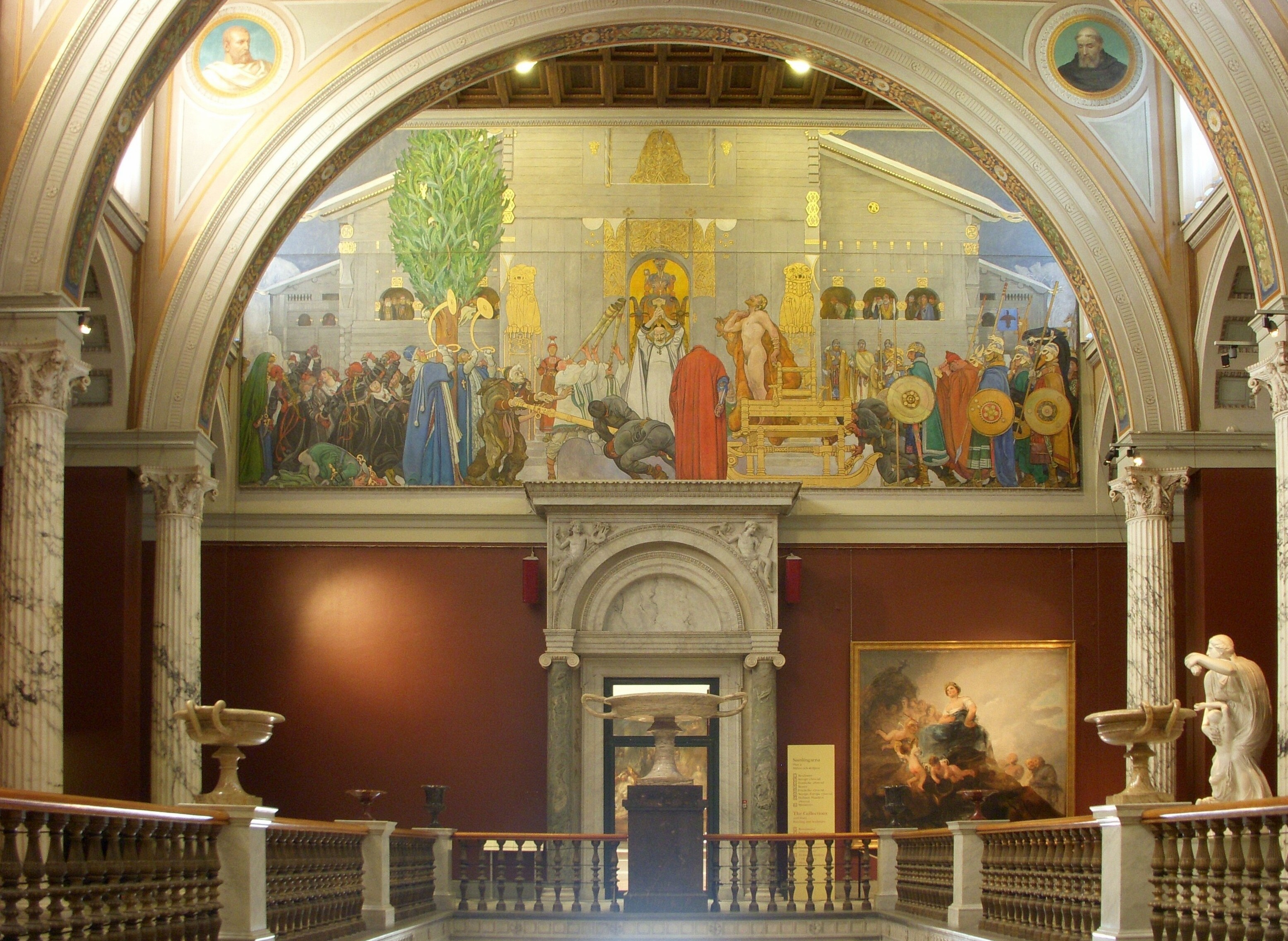
Midvinterblot von Carl Larsson

Die Entscheidung zur oberen Halle stand weiterhin aus. Erst 1905 erhielt Larsson den Auftrag, eine Wand mit „Gustav Wasas Einzug in Stockholm“ zu gestalten, was im Sommer und Herbst 1907 geschah. 1910 hatte Carl Larsson eine völlig neue Inspiration zur Gestaltung der letzten freien Wand. Er wollte die Fläche nun mit einem Motiv aus der schwedischen Sagenwelt gestalten. Im Februar 1911 war eine Skizze zu seinem Gemälde „Midvinterblot“ im Nationalmuseum zu sehen. Dieses Werk sollte sich zu Schwedens meist diskutiertem Gemälde entwickeln. Eine lang anhaltende Reihe von kritischen Beiträgen in Briefen und Zeitungsartikeln bewirkten bei Larsson 1914 eine völlige Abwendung vom Projekt Nationalmuseum.
Ungeachtet dessen malte er Midvinterblot in seinem Atelier in Hyttnäs auf eigenes Risiko. Das Werk wurde im Juni 1915 vorübergehend im Nationalmuseum gezeigt und die Debatte begann aufs Neue. Trotz einer beachteten Präsentation bei der Einweihung von Lijevalchs Kunsthalle verschwand das Werk für 40 Jahre in den Archiven für dekorative Kunst in Lund. Nach einer Odyssee über Sotheby’s in London und den Kunstsammler Hiroshi Ishizuka in Japan unterstützten mehrere schwedische Stiftungen das Nationalmuseum, das im Sommer 1997 für 14,6 Millionen Kronen aktueller Eigentümer des Gemäldes wurde. Seitdem ist es gegenüber „Gustav Wasas Einzug in Stockholm“ zu sehen.

## Ausgestellte Werke
(Auswahl)

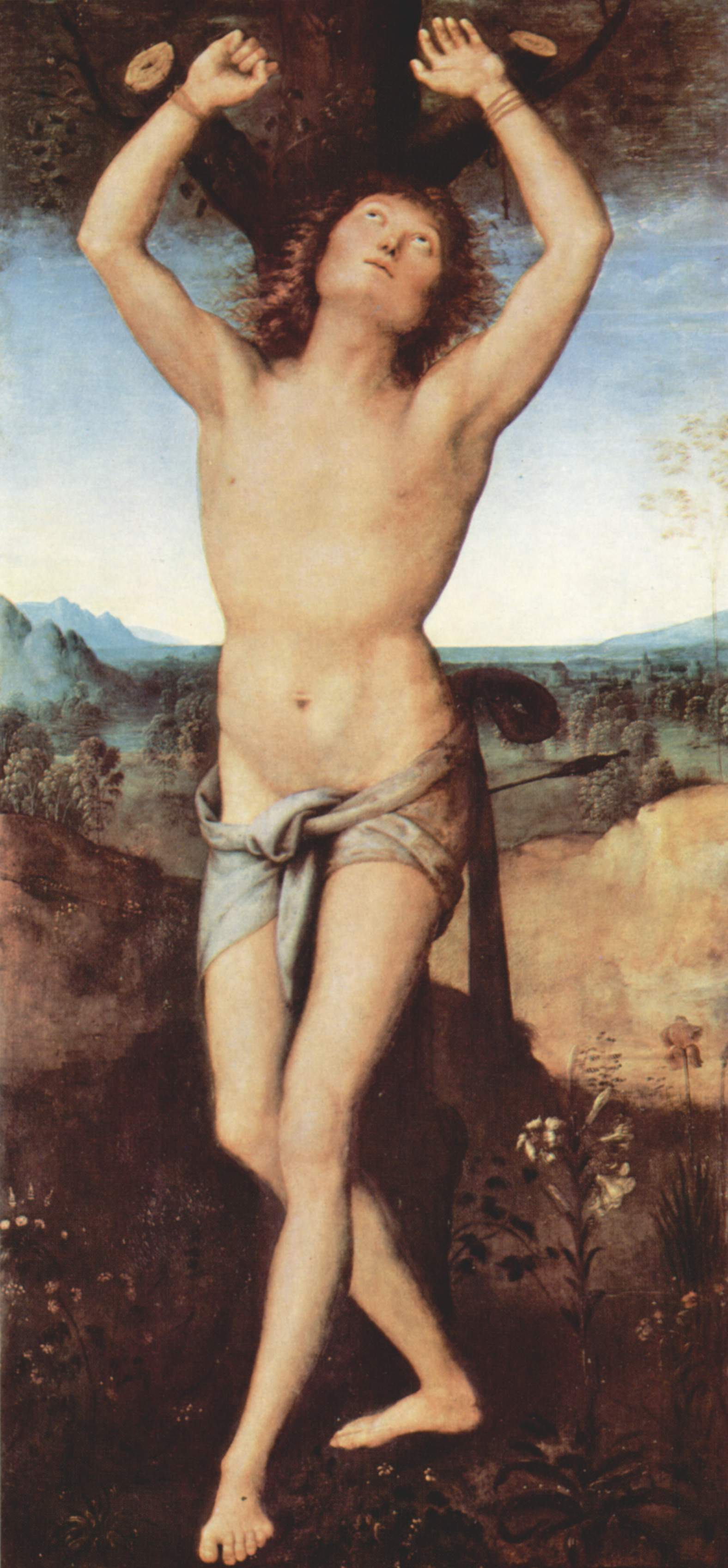
Pietro Perugino: Hl. Sebastian
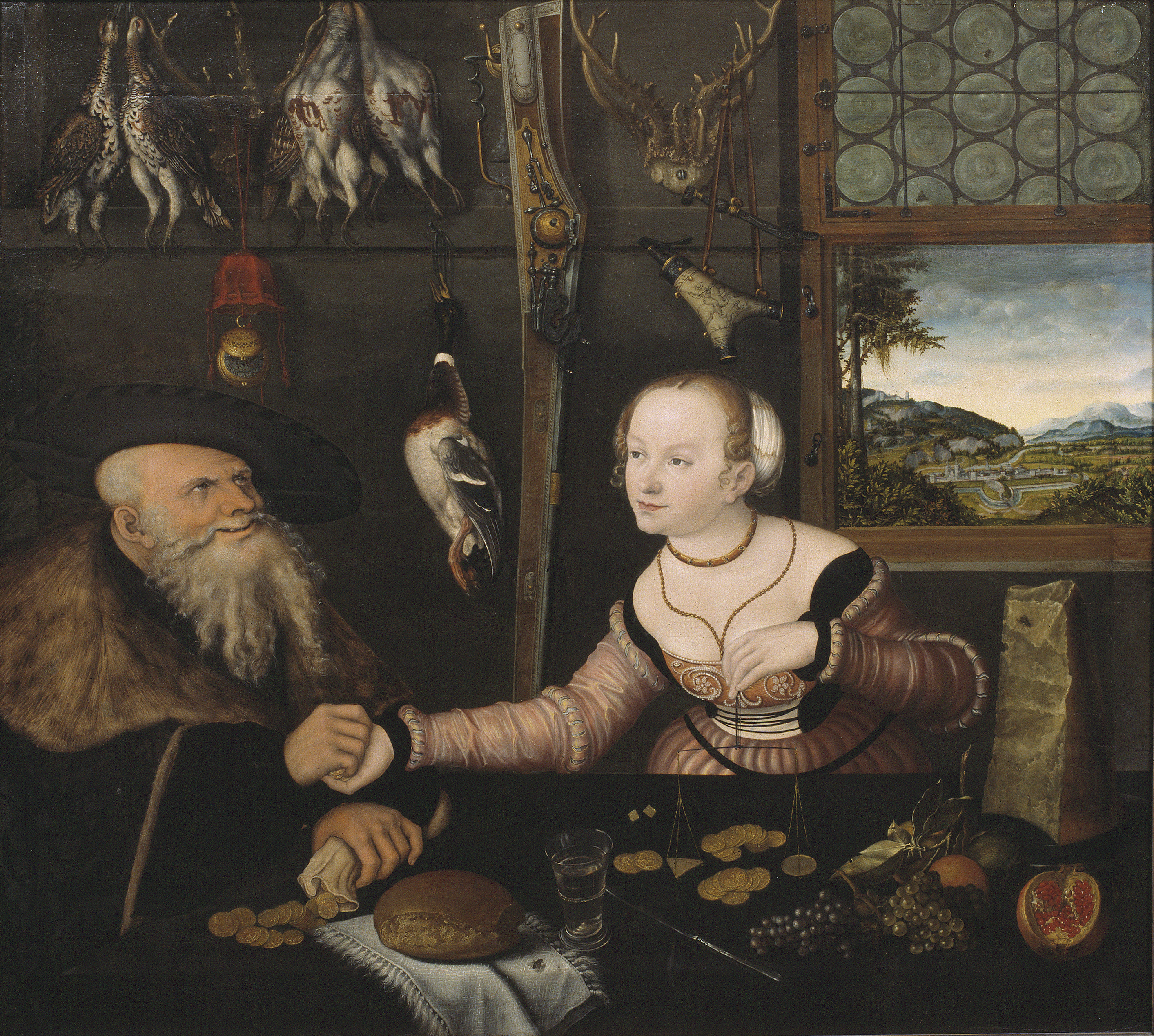
Lucas Cranach d. Ä.: Die Bezahlung
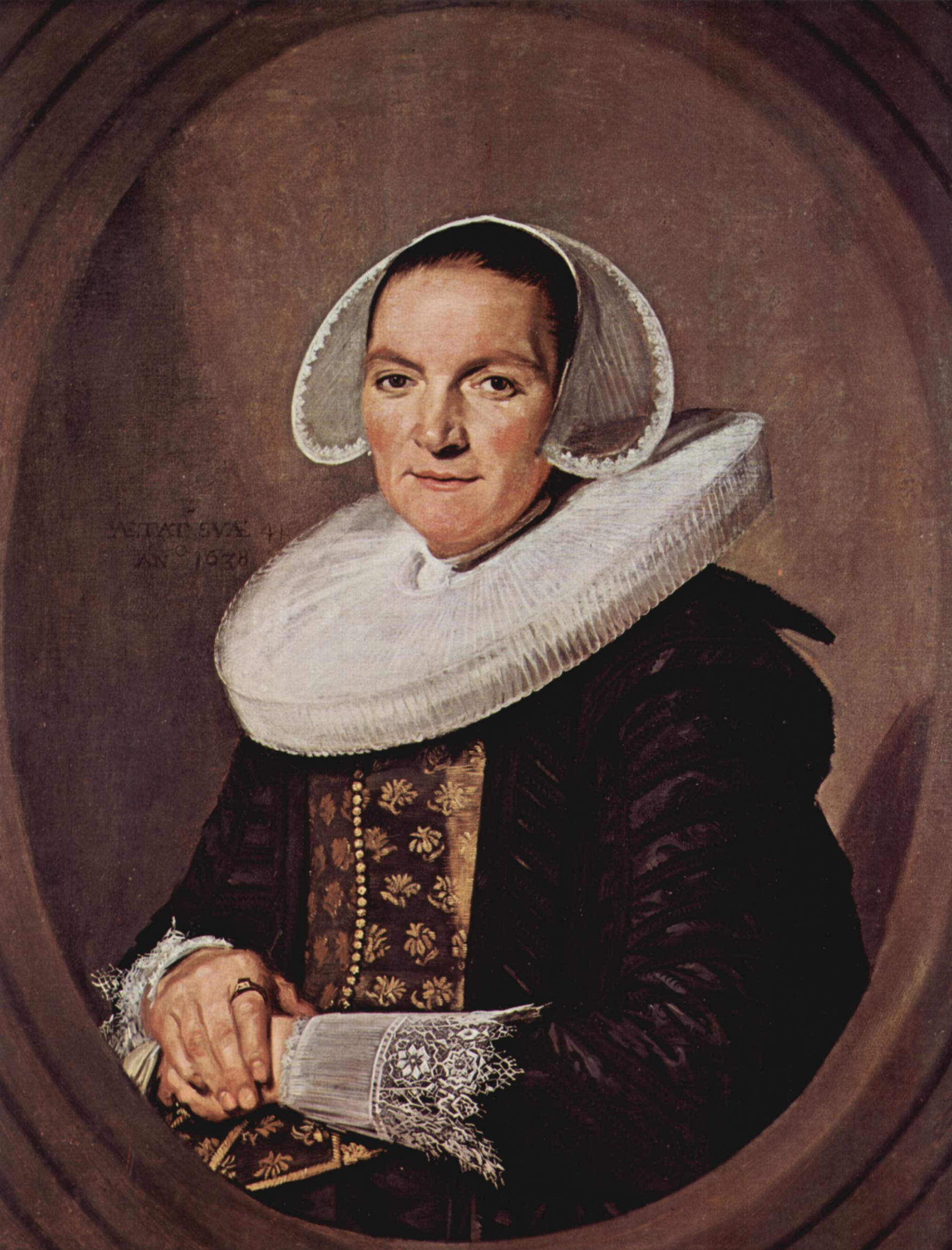
Frans Hals: Frau mit verschränkten Händen
Édouard Manet: Birnenschäler
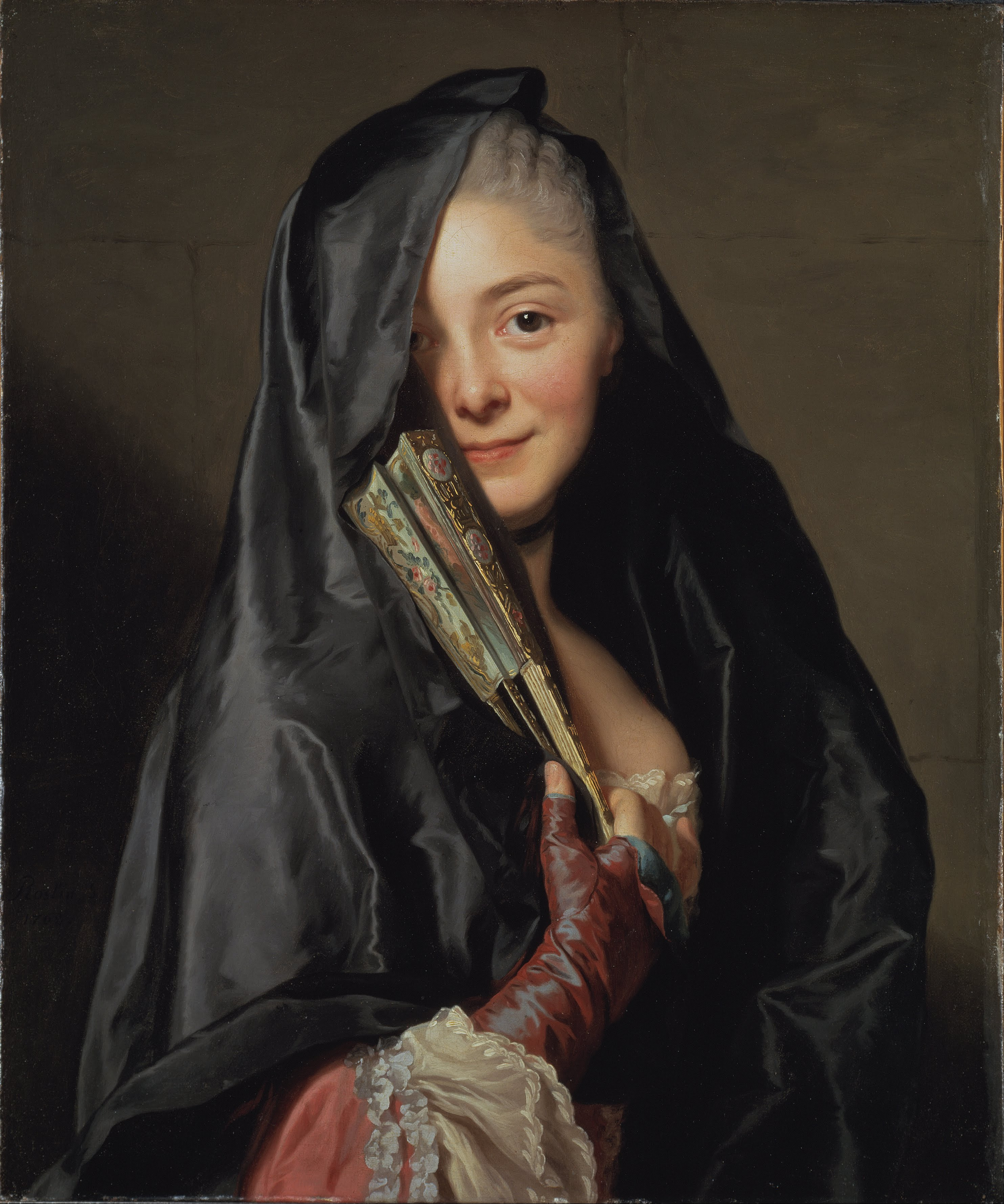
Alexander Roslin: Dame mit Schleier
Carl Fredrik Hill: Seine-Landschaft mit Pappeln
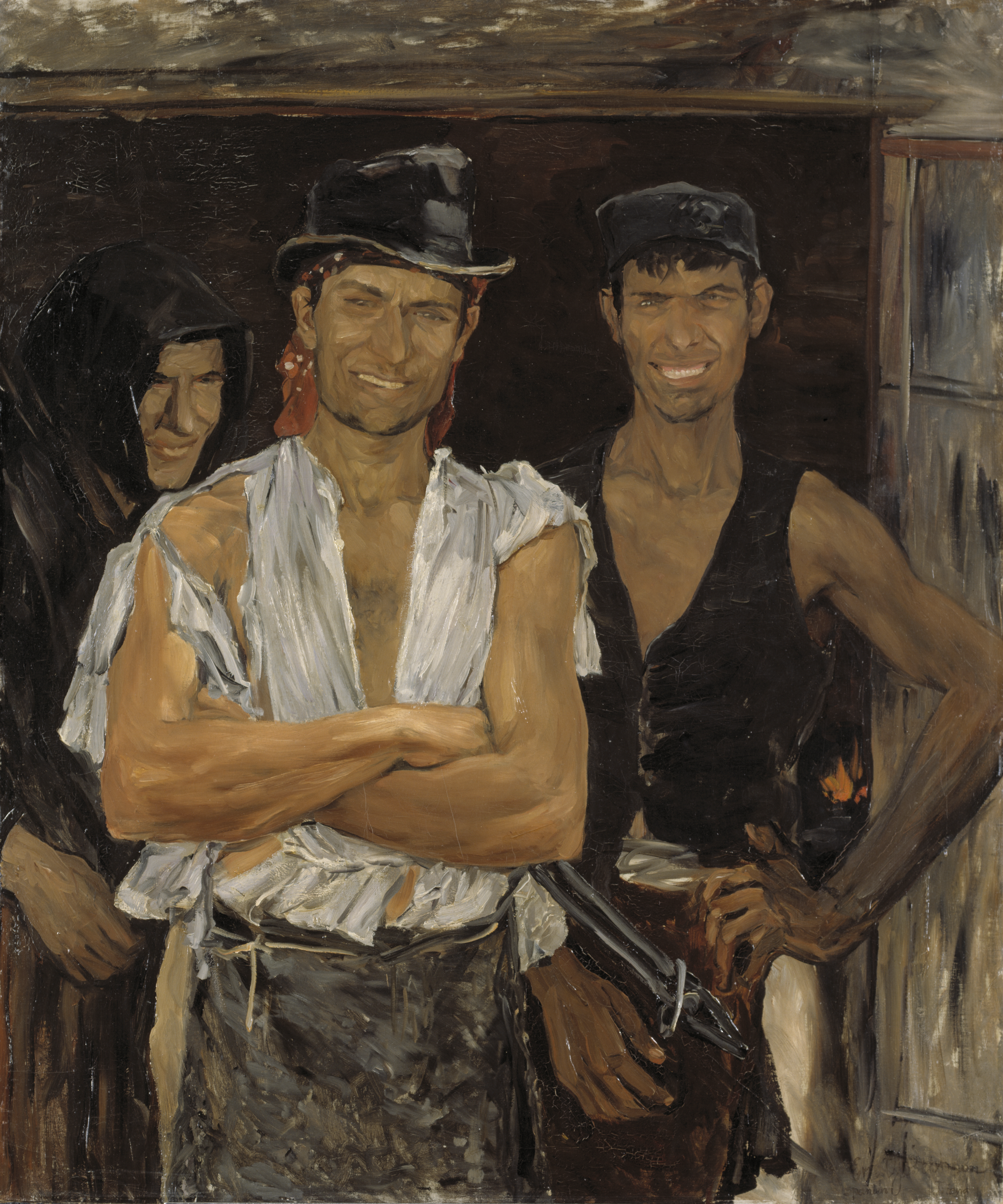
Ernst Josephson: Spanische Schmiedegesellen
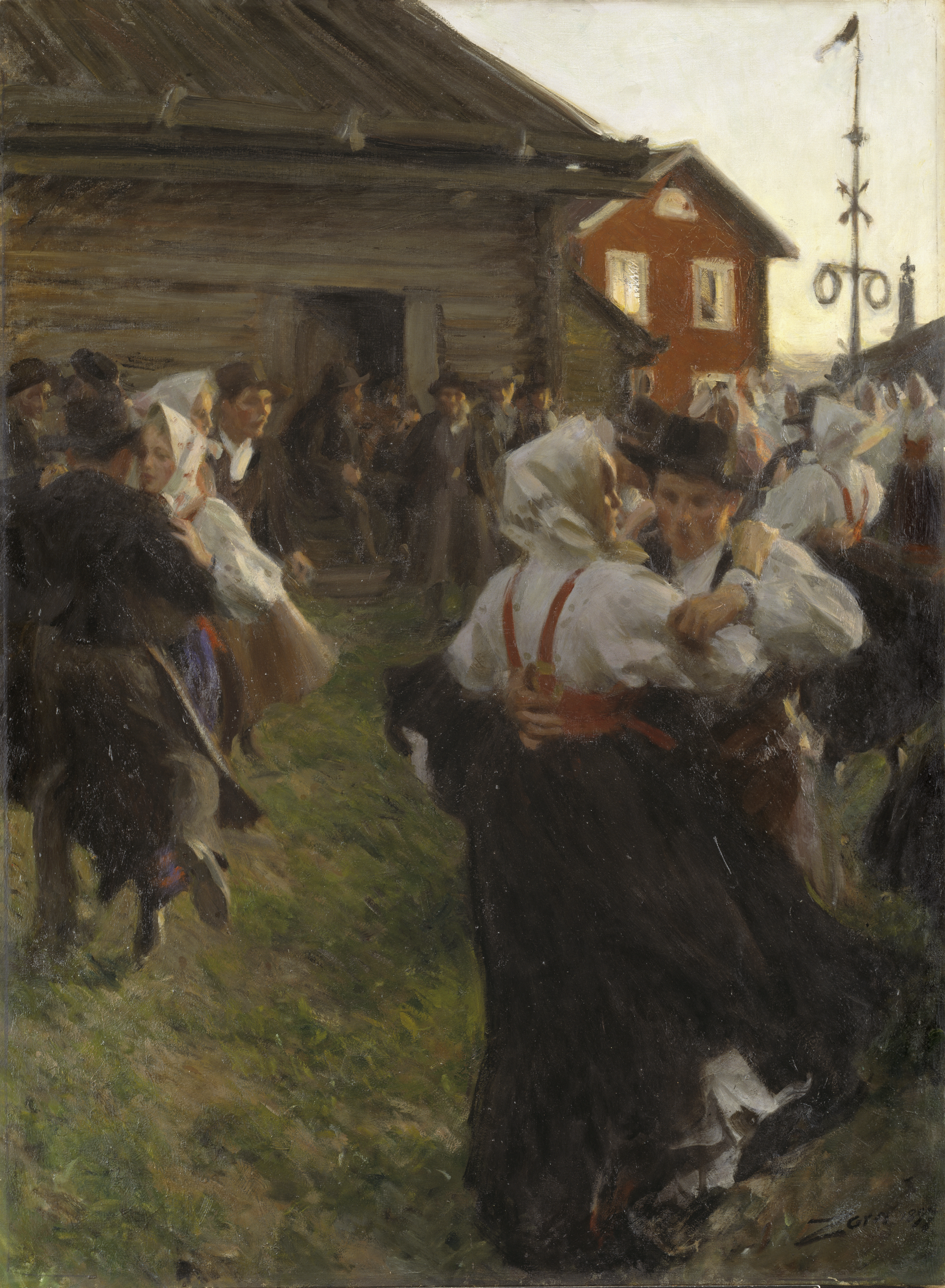
Anders Zorn: Mittsommertanz